# Acacia lobulata
Acacia lobulata är en ärtväxtart som beskrevs av Richard Sumner Cowan och Bruce R. Maslin. Acacia lobulata ingår i släktet akacior, och familjen ärtväxter. Inga underarter finns listade i Catalogue of Life.